# كهف دوغلاس
كهف دوغلاس (بالإنجليزية: Douglas Cave)‏ هو كهف يقع ضمن أقاليم ما وراء البحار البريطانية في منطقة جبل طارق التابعة للتاج البريطاني.